# Phyllotreta pallidipennis
Phyllotreta pallidipennis es una especie de insecto coleóptero de la familia Chrysomelidae. Fue descrita científicamente en 1891 por Reitter.